# Самобайка
Самобайка (Glechoma hederacea), още бръшляновидна самобайка, е ароматно многогодишно, вечнозелено пълзящо растение от семейство Lamiaceae.
Видът не е защитен от Закона за биологичното разнообразие в България, но е защитен в някои други държави.
Самобайката запазва зелени листата и стъблата си под снега, което ѝ позволява да цъфти рано на пролет. Опрашва се от земните пчели (Bombus). Размножава се предимно вегетативно чрез пълзящите си стъбла.

## Приложение
В много страни се използва като зелена салата. Европейските заселници го пренасят по целия свят се превръща в утвърдено въведено и натурализирано растение в голямо разнообразие от местности.